# Koji Onishi
Koji Onishi (大西 孝治 Onishi Koji?, nacido el 6 de junio de 1988 en Tokushima) es un exfutbolista japonés. Jugaba de delantero y su último club fue el Kamatamare Sanuki de Japón.

## Trayectoria

### Clubes
| Club              | País  | Año         |
| ----------------- | ----- | ----------- |
| Tokushima Vortis  | Japón | 2008 - 2010 |
| Kamatamare Sanuki | Japón | 2010        |